# さそり座クシー星
さそり座ξ星（さそりざクシーせい、Xi Scorpii, ξ Sco）は、さそり座の恒星である。
2つのグループに分かれた、計5個ないし6個の恒星からなる多重連星であり、グループ同士は4.67分（0.08度）離れて見える。実際の距離は8千天文単位 (AU) 以上である。
明るい方のグループはさそり座ξ星A、B、そしてCからなる。AとBは共に黄白色のF型の恒星で、Aはやや明るく熱い4.8等の準巨星、Bは5.1等の主系列段階の矮星である。AとBの間隔は0.76秒、実際の距離は21AU（おおむね太陽から天王星までの距離）以上で、共通重心の周りを46年で公転している。7.6等のCはそのペアより10倍（7.6秒）離れている。
第2のグループはさそり座ξ星D、E、そしてもしかしたらFからなる。DとEは共にK型の恒星で、11.5秒（320AU以上）離れている。第6のメンバーかもしれないFは11等で、Dから80秒離れている。他の5個との重力的な関係については知られていない。

## 名称
グラフィアス（Graffias、Grafias）という固有名を持っているが、この名前はβ星とζ星にも使われている。また、フラムスティード番号はてんびん座51番星である。